# Agatha Award/Amelia-Preis
Der Amelia-Preis (englisch Amelia Award) ist ein Sonderpreis der Agatha Awards, den von der Malice Domestic Ltd. vergebenen amerikanischen Literaturpreisen. Der Preis in dieser Kategorie wird seit 2012 unregelmäßig verliehen. Gewidmet ist er Amelia Peabody, der Detektivin der in Ägypten spielenden Krimis von Elizabeth Peters. Die Autorin, die eigentlich Barbara Mertz heißt und Gründungsmitglied und Vorsitzende von Malice Domestic war, war die erste Preisträgerin.
Hier die Aufstellung der Gewinner des Amelia Award:
| Jahr | Preisträger          | Nationalität         | Tätigkeit            |
| ---- | -------------------- | -------------------- | -------------------- |
| 2012 | Barbara Mertz        | USA                  | Autorin              |
| 2013 | Carolyn Hart         | USA                  | Autorin              |
| 2014 | Preis nicht vergeben | Preis nicht vergeben | Preis nicht vergeben |
| 2015 | Preis nicht vergeben | Preis nicht vergeben | Preis nicht vergeben |
| 2016 | Douglas G. Greene    | USA                  | Historiker, Autor    |
| 2017 | Preis nicht vergeben | Preis nicht vergeben | Preis nicht vergeben |
| 2018 | David Suchet         | Großbritannien       | Schauspieler         |
| 2019 | Preis nicht vergeben | Preis nicht vergeben | Preis nicht vergeben |
| 2020 | Preis nicht vergeben | Preis nicht vergeben | Preis nicht vergeben |
| 2021 | Preis nicht vergeben | Preis nicht vergeben | Preis nicht vergeben |
| 2022 | Preis nicht vergeben | Preis nicht vergeben | Preis nicht vergeben |
| 2023 | Luci Zahray          | USA                  | Toxikologin          |
| 2024 | Kristopher Zgorski   | USA                  | Autor                |
| 2025 | Preis nicht vergeben | Preis nicht vergeben | Preis nicht vergeben |